# Спиридонов, Андрей Васильевич
Андрей Васильевич Спиридонов (род. 16 апреля 1984, Москва) — российский хоккеист, нападающий. Мастер спорта России.

## Биография
Сын хоккеиста и тренера Василия Спиридонова. Воспитанник московских «Крыльев Советов». Начинал играть в первой лиге чемпионата России за сторые команды клубов «Крылья Советов» (1999/2000 — 2000/01), «Элемаш» (Электросталь, 2000/01 — 2001/02) и «Динамо» Москва (2001/02 — 2002/03). Сезон 2003/04 провёл в Суперлиге в составе СКА. Сезон 2004/05 начал в ХК МВД, затем перешёл в белорусский «Керамин», который возглавил его отец. Два сезона отыграл в «Молоте-Прикамье». В сезоне 2007/08 играл за СКА и тольяттинскую «Ладу». Сезон 2008/09 КХЛ начал в «Амуре», затем перешёл в «Динамо» Минск — очередную команду, которую возглавил отец. В следующем сезоне играл за команды КХЛ «Сибирь» и «Металлург» Новокузнецк, а также «Дизель» Пенза. Три следующих сезона провёл в белорусском «Металлурге» Жлобин, вновь под руководством отца. Завершал карьеру в командах ВХЛ «Лада» (2013/14), ТХК (2013/14 — 2014/15), «Буран» Воронеж (2015/16).
Участник молодёжного чемпионата мира 2004.
Серебряный призёр Континентального Кубка (2013). Чемпион и лучший защитник чемпионата Белоруссии (2012), серебряный призёр чемпионата Белоруссии (2005, 2013), бронзовый призёр чемпионата Белоруссии (2013). Обладатель Кубка Белоруссии (2011). Бронзовый призёр чемпионата ВХЛ (2010, 2015).
Окончил МГАФК.
Тренер хоккейной школы «ArtHockey».
С 2019 года — тренер-преподаватель СДЮШОР «Крылья Советов».